# モンド (原神)
モンド（もんど、中国語（簡体字）: 蒙德、英語：Mondstadt）は、miHoYoが開発したオープンワールド・アクションロールプレイングゲーム『原神』に登場する架空の国家。現実世界におけるドイツやスイスなど、中世ヨーロッパをモチーフにしている。

## 設定
モンドはテイワット大陸の北東部に位置し、主人公が最初に訪れる国家である（序章：風を捕まえる異邦人）。「自由」と「風」を司る風神バルバドスの庇護下にある。バルバドスは直接統治せず、防衛組織である西風騎士団（セピュロスきしだん）が代わりに統治する。東方には海岸線が広がり、モンドの南方は璃月との国境線を形成する。

### 地形
モンドの地形はなだらかであり平地と丘陵、森林からなる。
伝説では、バルバドスが風で氷雪を払い、台地を平坦にした、と伝えられる。モンドは「星落ちの谷」、「風唸りの丘」、「蒼風の高地」、「明冠山地」、「ドラゴンスパイン」の５つの地区からなる。モンドの中央、シードル湖に浮かぶモンド城はモンドの中心都市である。北西の「風魔廃墟」は旧モンドと呼ばれ、約2600年前のモンドの首都であった。
中東部に位置する「風立ちの丘」に生えているオークの大木は、初代西風騎士団長・ヴァネッサが天空へと旅立った地とされる。
奔狼領は、かつて風神の座を巡ってバルバドスと争い、敗れたボレアス（風神アンドリアス）が住み着く地とされる。
南部のドラゴンスパインは、天より落とされた「寒天の釘」により氷雪に覆われ、プレイヤーは寒冷状態に陥いる。

### 文化
モンドは、バルバドスの眷属である『四風守護』が守っているとされる。それぞれ『風魔龍』こと『東風の龍』トワリン、『北風の狼』アンドリアス、『南風の獅子』ダンデライオン、『西風の鷹』セピュロスからなる。しかし、徐々に人々の信仰が薄れ、今では忘れ去られてしまった。
モンドでは『バドルドー祭』、『風花（ウィンドブルーム）祭』という伝統的な祭りが開かれる。

### 歴史
2600年前、モンドの人々は旧モンドを支配する『竜巻の魔人』デカラビアンが支配していた。当時のモンドは氷雪に覆われており、デカラビアンは高塔を建設したが、王都は暴風の壁に囲まれ、人々は空を見ることができなかった。
自由を求めた名もなき少年と一風の精霊に過ぎなかったバルバドスは自由を求めてデカラビアンに反旗を翻し、戦いを指揮した。 
戦いの後、少年は死に、精霊は七神の座に就き、風神バルバドスとなった。（その際、戦死した少年の姿を借り、人間の姿となった。） 一方、奔狼領を支配していたアンドリウスはバルバトスに服従することを選び、「四風守護」のひとりとなった。 その後、バルバトスは暴君になることを嫌ってモンドを去り、眠りについた、とされる。
支配者のいない自由の国となったモンドは、1000年前に旧貴族、殊にローレンス家が支配。奴隷制度等を導入した。ナタ人がルーツとされる「ムラタ人」のヴァネッサは、この圧政を打破するべく、眠りから覚めたバルバドスに協力し、モンドを貴族の支配から解放するとともに、西風騎士団を創設した。その後、西風騎士団がモンドを統治している。
一方で眠りについたバルバトスは、吟遊詩人「ウェンティ」して市井に溶け込んでいる。

## 参考資料
1. 1 2 3 4 5  PUSH!編集部 編「自由の都 モンド」『原神 ファンブック』主婦と生活社、2023年4月28日、14-16頁。
2. ↑  ファミ通 2022, p. 38.
3. 1 2 3 4  『るるぶ原神』JTBパブリッシング、2023年1月1日、24-27頁。
4. 1 2 3 4 5 6 7 8  PUSH!編集部「モンド用語集」『原神 ファンブック』主婦と生活社、2024年4月28日、18頁。